# One Froggy Evening
One Froggy Evening is een Amerikaanse korte animatiefilm uit 1955 onder de regie van Chuck Jones als een van de Merrie Melodies. Het is een van de beroemdste en meest geliefde tekenfilmpjes aller tijden geworden. In de ganse film wordt niet gesproken, afgezien van de zangstem van de kikker. One Froggy Evening werd in 2003 opgenomen in het National Film Registry.

## Verhaal
In de film ontdekt een staalwerker een kikker die kan dansen en kan zingen. Hij besluit de kikker te gebruiken om rijk te worden maar komt erachter dat hij alleen optreedt als ze alleen zijn.

## Stemmen
| Acteur          | Personage                   |
| --------------- | --------------------------- |
| William Roberts | Michigan J. Frog (zangstem) |

## Reprise
In 1995 nam Chuck Jones Another Froggy Evening op, waarin hij voortbouwt op deze film.